# Јексик-аџија (приповетка)
Јексик-аџија је мање позната приповетка српског књижевника Стевана Сремца са тематиком из нишког живота с краја 19. века и са већ познатим нишким идиомом који је одлика говора јунака и ове приповетке. У приповеци лик и карактер Јексик-аџије, приказан је кроз тематизацију анегдоте о неуспешном путу на хаџилук нишког берберина Мицка Мицића. А он је с једне стране карактер човека склоног опсесијама и преданом посвећивању различитим страстима (попут ударање у тамбуру, читања љубавних романана у младости, а затим и „страшних ствари“ из криминалне библиотеке, напрасно преданог човека вери и богобојазности), а с друге стране је он фино обликована нарав и неумољиви менталитет нишке чаршије, која је с подсмехом и презиром гледала на Мицков пут у Свету земљу, као нешто сасвим непримерено за берберина и човека његовог карактера.

## О аутору
Стеван Сремац, који је рођен у Сенти у Бачкој, студирао је у Београду, где је завршио Историјско-филолошки одсек на Великој школи. Временом је живећи у Београду, Нишу, Пироту и другим српским градовима сазревао као професор и књижевник и тако постао један је од најзначајнијих и најчитанијих српских реалистичких писаца.

Стицајем околности Сремац ће свој живот и креативне моћи највише посветити граду Нишу који је упознао као добровољац у српско-турским ратовима од 1876. до 1878. године. Наиме Сремчев први сусрет са градом Нишом био је драматичан и замало фаталан. Када је у току 1876. прекинуо студије укључио се ка учесник добровољац у Српско-турском рату 1876–1877. године, у чувеној „Ђачкој батерији”, коју је предводио песник Милан Кујунџић Абердар. Према запису Сретена Пашића, 
Сремац се на Савиндан 1877. године замало није смрзнуо надомак Ниша, док је његова јединица по сњежној мећави улазила у овај град из алексиначког правца. Изнемоглог Сремца спасио је војник Михаило Церовић, тако што је присилно зауставио коњску запрегу, која је случајно наишла друмом, послије чега су га другови смјестили у кола и тиме га спасили од сигурне смрти. 
Као професор нишке гимназије, оснивач прва читаоница за грађане и позоришта, у новоослобођеном крају старе Србије Сремац је заволео патријархални живот у Нишу. У њему и о њему ће касније написати скоро сва своја вреднија литерарна дела. Овај град ће постати и остати Сремчева трајна књижевничка инспирација. А у том постосманлијском Нишу, тек изашлом из културне и економске беде, Стеван Сремац је помно пратио и – бележио.
Бележница је често била у његовој руци, не само у школи и на часовима и после њих већ у веселом друштву кафана „Маргер”, „Босна”, „Еснаф” и других. Хтео је да сачува од заборава весело „живување” старих Нишлија, тај „примитиван али срдачан и раздраган свет”. „Ивкову славу” ће и завршити речима „Моје је било да споменем... 
Колику је популарност Стевану Сремцу као писцу донело то сликање људи и живота старога Ниша, у време када су се појављивала његова дела „Ивкова слава”, „Зона Замфирова”, „Ибиш-ага” и друга, а и знатно потом, сведочи овај суд критичара Јована Скерлића:
„Када би широка књижевна публика наша имала у једном плебисциту да каже кога сматра за највећег српског приповедача и чије књиге су њено најдраже штиво, несумњиво је да би највећи број гласова добио Стеван Сремац. 

## Радња приповетке
Уводни део
У уводном делу, Сремац осликава јунаков портрет пре читања „Житија Алексија человјека божијег“. У њему доминирају шаљиве епизоде из живота берберског сталежа у Нишу и необичног довијања да поправе своје „танко стање“.
У даљем току писац нас вешто усмерава на главног јунака, карикирањем његове берберске „фирме“ („Берберница, зубовадница и лицеукраситељница Мицка Мицића Земунца“), а потом и издвајањем јунакових великих страсти: ударања у тамбуру и читања књига.
Наративни заплет
У наративном заплету, који проистиче из јунаковог окретања вери и читању светачких житија, доминирају епизоде о Мицковом занемаривању заната, као последици умишљаја како је грешан и да нема довољно „поуздану“ руку, а потом и епизоде о томе како је почео да занемарује и брачне обавезе, због чега се Доца мајсторица зближила с калфом Мичетом Гугучетом.
Врхунац комичног заплета заснован је на неочекиваној јунаковој амбицији да постане хаџија. У облику доживљеног говора предочено је бербериново сањарење о „чести“ и угледу који ће му пут у Свету земљу донети, чиме је Сремац вешто припремио комику у каснијем неочекиваном обрту.
Хаџи-Мицков повратак у Ниш, са хаџилука, пропраћен је друкчије од уобичајеног начина на који су у чаршији дочекивали хаџије. Најприје је уследило потпуно игнорисање и невероватна незаинтересованост његових комшија и пријатеља, што је за последицу имало банализацију и гротескно снижавање пренаглашеног јунаковог заноса (питали су га да ли је можда „бричија сељаци по Заплање“, или је можда „пуштаја крв“ по срезу и слично), а затим су уследили шаљиви коментари и погрдни надимак „јексик-аџија“ или „неправи-аџија”, као цинична чаршијска парафраза народне изреке о жаби која је видела да се коњи кују па и она подигла ногу.
Расплет
Комични расплет и потпуно разјашњење недоумице о његовом путовању у Свету земљу, изведен је из трагикомичног парадокса. Кад је отишао код нишког владике и пожалио се на невоље које су га снашле, испоставило се да је Мицко, не консултујући се са црквом пре поласка на пут, отишао на Свети гроб у погрешно време, па тамо није прославио Васкрс и доживео чин посвећења.

## Језика приповетке
Посебну димензију овог Сремчеве дела и уједно уметничке слике града Ниша, представља индивидуални говор јунака, који је оболежен дијалекатским и локалним особинама језика, специфичним урбаним сленгом, као и билингвистичким карактеристикама које красе говор странаца када дођу у нову средину и започну да уче њен језик.
Језик дијалога ове приповетке често је онакав каквим га описују проучаваоци говора ових крајева. У неким елементима, међутим, то је оригиналан идиом забележен једино у Сремчевом делу. Тако у елементе који карактеришу говоре овога краја спадају: очувани полугласник (оп'нци, к'смет), очувано л на крају речи или слога или његова нестандардна супституција: жал, болна; наредија, купија; доследна екавска замена јата у одричном облику глагола јесам (неси, неје); бројне супституције вокала (ете, берем, лошо); бројне редукције вокала (кол'ко, тол'ко, истин'); бројне партикуле (доклен, овој, оној), аналитичка деклинација (Из Ниш, по бели свет, без крај, до Ристовац, сас мираз), аналитичка компарација (полепо, побоље, поубаво, најпрво), губљење инфинитива (ће си путујем, ћесе населим, саг ће друге да стизају, од куде ћу паре да нађем) и друге.